# Eviota natalis
Eviota natalis är en fiskart som beskrevs av Allen 2007. Eviota natalis ingår i släktet Eviota och familjen smörbultsfiskar. Inga underarter finns listade i Catalogue of Life.